# Bakva
Bakva (horvátul: Špišić Bukovica) falu és község Horvátországban Verőce-Drávamente megyében.

## Fekvése
Verőcétől 7 km-re északnyugatra Nyugat-Szlavóniában, a Drávamenti-síkságon fekszik. Itt halad át a Varasdot Eszékkel összekötő 2-es számú Drávamenti főút és a Drávamenti vasútvonal is. Földrajzilag területe a Dráva folyótól a Bilo-hegységig húzódik. Legnagyobb része termékeny síkság, míg a délnyugati részen erdőkkel és szőlőültetvényekkel borított dombos-hegyes vidék.

## A község települései
A faluközösséghez tartozó települések: Novi Antunovac, Lozan, Rogovac, Vukosavljevica, Okrugljača, Bušetina és Špišić Bukovica.

## Története
Az itt talált i. e. 4200 és 3900 közötti keltezésű régészeti leletek alapján a község területe már a kőkorszakban lakott volt. A Bačarov jarak nevű lelőhely leleteit a Sopot-kultúrához sorolták. Az 1990-ben végzett ásatás során a kultúra népéhez tartozó, vesszőfonással és döngölt agyaggal épített ház egy fennmaradt részét tárták fel. Számos kerámiatöredék, kőszerszám, kőkések, malomkövek, szövéshez használt nehezékek kerültek elő. Az itt talált régészeti leletek alapján Bakva középkori várának helyén már az ókorban illír erődítmény állt. A római korban itt vezetett át a Poetovioból (Ptuj) Mursiára (Eszék) menő út, melynek nyomai a község területén Vukosavljevicától egészen Mali Zagrebig megtalálhatók. A középkori régészeti lelőhelyek közül a „Zidine” és a „Gradina” nevű lelőhelyek emelkednek ki. A Zidine lelőhelyen a korabeli források szerint a pálos kolostor állt, mely az egyik legrégibb ilyen építmény volt az ország területén. Gradinát a helyiek Turski gradnak, azaz törökvárnak nevezik. Itt állt egykor Bakva középkori vára. Bakva várát valószínűleg Moys mester Somogy vármegye főispánja építtette a 13. században. 1347-ben említik először. A 15. század közepén az Újlaiak birtoka volt, 1529-ben pedig királyi adományként Krusics Péter kapta meg. Valószínűleg a török időkben 1552 körül pusztult el. Ma mind az egykori vár, mind az alatta feküdt mezőváros helyét erdő borítja.
A középkori Alsó- és Felsőbakva egyházát már 1334-ben említik a zágrábi püspökség tizedjegyzékében. Felsőbakva Szent Bertalan egyháza „Item ecclesia sancti Bartholomei” alakban, Alsóbakva Szent Péter egyháza pedig „Item ecclesia sancti Petri de Becoa” alakban szerepel. Mindkét plébániát ezután is, főként 1507 és 1520 között többször említik a korabeli források. 1501-ben említik Felsőbakva Ágoston nevű plébánosát is. Felsőbakván már 1301-ben pálos kolostor állt, 1349-ben és 1411-ben említik Szent Benedek tiszteletére szentelt templomát. A kolostor a 15. században számos adományt kapott. Így 1411-ben Raholcai Péter fia Ugrin mester „Petretchinch” birtokot, majd 1413-ban Cillei Borbála királyné az e birtok után őt illető tizedeket adta a kolostornak, majd még az adományozás évében a kolostor épületét is bővíttette. Az adományozók között volt Raholcai István fia, Gergely mester, Raholcai Lewkus fiai, Miklós mester és István, Máté felsőbakvai plébános, Ujlaki Miklós erdélyi vajda és macsói bán, Monoszlói Csupor Mihály erdélyi vajda, valamint az alsólendvai Bánffy családból való alsólendvai Bánffy Miklós és Jakab grófok. A kolostor fejlődését egy 1479-ben kitört parasztfelkelés akasztotta meg, majd a század végén már a török is pusztította a kolostor javait. Az épületegyüttes még a 16. század első felét is átvészelte, de 1552-ben Ulama pasa támadása elől már menekülni kellett a szerzeteseknek, akik már nem is tudtak ide visszatérni. A kolostor levéltárából 45 középkori dokumentum maradt fenn.
Miután 1684-ben Verőcét felszabadították a török uralom alól a korábbi Alsó-Bakvához tartozó területre a 18. század elején főként Kapronca, Kőrös és Szentgyörgyvár vidékéről telepítettek be horvát ajkú lakosságot. 1733-ban már 40 ház állt a településen. Az első időszakban az udvari kamara birtoka volt. Lakói adózás helyett katonai szolgálattal tartoztak. 1697-ben Lipót király engedélyezte a pálosok visszatérését. 1748-ban Mária Terézia Alsó-Bakvát gróf japrai Spissich Antalnak (Antun Špišić Japranski) Verőce vármegye alispánjának adta, ettől kezdve használatos mai horvát neve. 1755-ben parasztfelkelés tört ki a Spissich-birtokon, mely a környező területekre is átterjedt. Spissich László 1785-ben kastélyt épített ide. A település a 19. században indult újra virágzásnak. Ekkor nyílott iskolája, olvasókör alakult, megújult a templom és a kastély is. A Keresztelő Szent János templom 1753-ban épült. Plébániáját 1789-ben alapították, ezt 1952 óta a verőcei ferencesek vezetik. 1812-ben Stjepan Pejačević gróf vásárolta meg a bakvai birtokot, majd a kastélyt átépíttette.
Az első katonai felmérés térképén „Dorf Bukovicz” néven találjuk. Lipszky János 1808-ban Budán kiadott repertóriumában „Bukovicza” néven szerepel. Nagy Lajos 1829-ben kiadott művében „Bukovicz” néven 139 házzal és 878 katolikus vallású lakossal találjuk. Verőce vármegye Verőcei járásának része volt.
1847-ben megnyílt a település első iskolája. 1861-ben a bakvai birtokot Adolf Georg Schaumburg-Lippe gróf vásárolta meg. A településnek 1857-ben 1.126, 1910-ben 1.906 lakosa volt. 1910-ben a népszámlálás adatai szerint lakosságának 59%-a horvát, 30%-a német, 9%-a magyar anyanyelvű volt. 1908-ban felépült az új iskolaépület. Az első világháború után 1918-ban az új szerb-horvát-szlovén állam, majd később (1929-ben) Jugoszlávia része lett. A II. világháború után a település a szocialista Jugoszláviához tartozott. 1991-ben csaknem teljes lakossága (95%) horvát nemzetiségű volt. A községnek 4.221, a falunak magának 1.686 horvát lakosa van. Lakói földműveléssel, dohánytermesztéssel, szőlőműveléssel és bortermeléssel foglalkoznak.

## Lakossága
| Lakosság változása | Lakosság változása | Lakosság változása | Lakosság változása | Lakosság változása | Lakosság változása | Lakosság változása | Lakosság változása | Lakosság változása | Lakosság változása | Lakosság változása | Lakosság változása | Lakosság változása | Lakosság változása | Lakosság változása | Lakosság változása |
| ------------------ | ------------------ | ------------------ | ------------------ | ------------------ | ------------------ | ------------------ | ------------------ | ------------------ | ------------------ | ------------------ | ------------------ | ------------------ | ------------------ | ------------------ | ------------------ |
| 1857               | 1869               | 1880               | 1890               | 1900               | 1910               | 1921               | 1931               | 1948               | 1953               | 1961               | 1971               | 1981               | 1991               | 2001               | 2011               |
| 1.126              | 1.361              | 1.363              | 1.592              | 1.747              | 1.906              | 1.988              | 2.222              | 2.067              | 2.192              | 2.293              | 2.212              | 2.048              | 1.866              | 1.871              | 1.686              |

## Nevezetességei

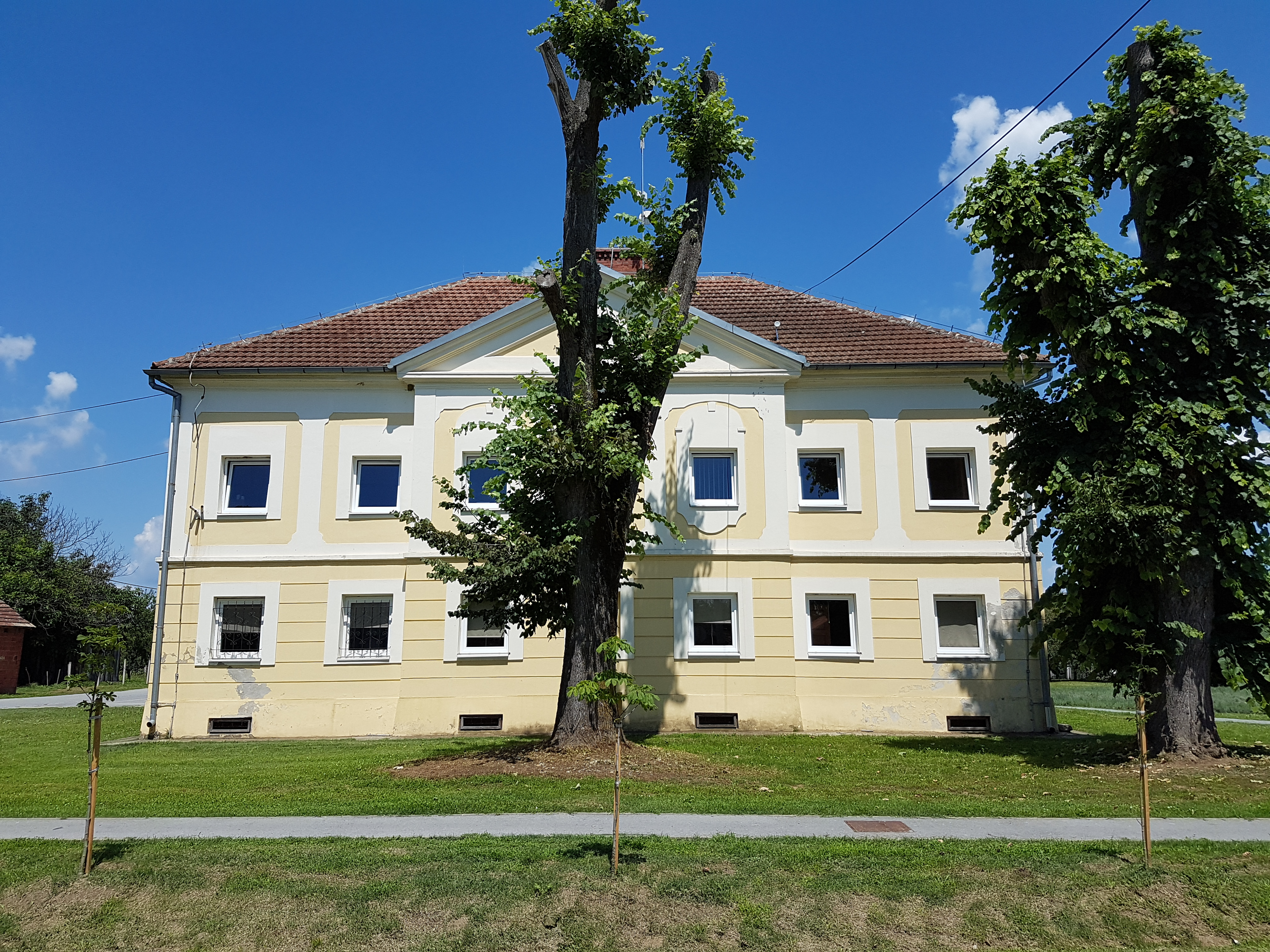
A Spissich-kastély

- Keresztelő Szent János tiszteletére szentelt római katolikus plébániatemploma 1753-ban épült. Tornyát 1777-ben, a plébániaházat 1805-ben építették. A plébániát ma a verőcei ferences testvérek vezetik. A templom mellett temetőkápolna is található.
- A Spissich család emeletes kastélyát 1785 körül építtette akkori birtokosa jáprai Spissich László barokk stílusban. Körülötte kiszolgáló épületeket és szép parkot alakítottak ki. 1812-ben a birtokkal együtt Pejačević István vásárolta meg, aki klasszicista stílusban átépíttette. Ekkor nyerte el mai formáját. Később iskolának alakították át, mely az épület belső értékeinek pusztulásához vezetett. A plébániatemplomtól gesztenyefás allé vezet a kastélyig. Az egykori díszes parkból semmi sem maradt.
- Bakva középkori várának maradványai[7] a település délnyugati határában, a szomszédos Vukosaljevica falu közelében a Radotić-hegytől délre egy hosszúkás völgyben emelkedő dombon találhatók. A Gradinának nevezett dombon egykori nagyméretű erődítmény nyomai találhatók, mely alakjával egy földből készített piramisra hasonlít. Alatta széles árok és sánc található, melynek északkeleti oldalán egy nagyobb terasz látható. Ez után és alatta még két védővonal következik, két árokkal és két sánccal. A várban semmiféle építőanyag, se tégla, se kő maradványa nem található, mivel azt széthordta a környékbeli lakosság. Található viszont bőséges mennyiségű 15. és 16. századi cseréptöredék. A dombot amatőr kincskeresők alaposan felásták. A régészeti feltárás még nem történt meg. A vár alatt feküdt a középkori Bakva nevű mezőváros, mely Alsó- és Felsőbakvából állt. Ahogyan azt már 1334-ben is említik mindkét része önálló plébániával rendelkezett. Szent Benedeknek szentelt pálos temploma 14. századi, a Szent Bertalan és a Szent Péter plébániatemplom pedig egyaránt 13. századi volt. A városban egykor pezsgő élet folyt, városi tanáccsal, vásártartási joggal rendelkezett, kézművesműhelyek működtek benne. Az oszmán hódítás teljesen eltörölte a föld színéről és a török kiűzése után sem telepítették újra. Csak négy vlach pásztorcsalád élt itt, akiknek a verőcei uradalom három éves használatra adta át ezt a földterületet. Ma az egész középkori város területét erdő borítja. 1990-ben Silvija Salajić régész végzett itt ásatásokat, melynek során sok edénytöredéket és kemence maradványait találta.
- A Gradinától mintegy 500 méterre délkeletre található a Zidine nevű 196 méteres magaslat. Az északi oldalon mély patakvölgy határolja, míg délen teraszok láthatók, melyek a múltban földművelésre szolgáltak. Mára az egész területet benőtte az erdő. Itt az 1960-as években emberi csontokat ástak ki a földből. A történeti források szerint ez a középkori pálos kolostor helye, melyet 1301-ben egy bizonyos Salamon nevű nemes alapított azon a helyen, ahol egy medve súlyosan megsebesítette. Salamon megfogadta, ha halálosnak tűnő sebéből felépül itt kolostort építtet. A kolostor 1532-ig állt, amikor a Verőce környékén portyázó török hadak felgyújtották.
- Mali Zagreb bronzkori régészeti lelőhely[8] Bakva határának déli részén, a vasútvonal mögött fekvő enyhe, keletről és délről a Lendava-patak által határolt magaslaton található. Ezen a helyen a bronzkori urnamezős kultúra idejéből származó cseréptöredékek kerültek elő. Nagyon valószínű, hogy itt az urnamezős kultúrának az egyik települése és temetője állt. Az első leleteket még az 1970-es években találták, majd később házépítés során újabb leletek kerültek elő. A terület régészeti feltárása még nem történt meg.
- A drávamenti főúttól 4 km-re a Skrajina-patak völgyében vezető úttól nyugatra található a Bačarov jarak kőkorszaki régészeti lelőhely. Itt 1989-ben gázvezeték csöveinek lefektetése közben az újkőkori Sopot kultúrához tartozó leleteket, kőkorszaki ház alapjait, malomköveket, kőszekercéket és más kőszerszámokat, szövéshez használt nehezékeket és sok cseréptöredéket találtak.
- Az egykori Bakva területén halad át az ókorban a via magna római út, melynek kavicsos, murvás nyomai ma is megtalálhatók a vukosavljevicai vasútállomástól Zidináig húzódó szakaszon. Az út mentén vendéglátó éjszakai szállások (mansiones) és kisebb lóváltóhelyek (mutationes) sorakoztak. Az egyik ilyen Cocconae nevű mutatio éppen a mai Bakva határában, a Gradina-hegy legkeletibb lejtői alatti Berek nevű helyen állt. Ez a hely volt a Rómában szolgált lovas gárdista Ulpius Cocceius szülőhelye, akinek Victor nevű testvére ott nagyméretű márvány emlékművet emeltetett. Egy rövid római út vezetett Zidina alatt a Gradina felé, majd egy szurdokban folytatódott Vukosavljevica és Turnašica irányában.

## Gazdaság
A község területén a megélhetés legfőbb forrása a mezőgazdaság, melynek alapját a kiterjedt jó minőségű termőföldek és a megfelelő éghajlati viszonyok adják. A legfőbb termények a dohány, a cukorrépa, a takarmánynövények, a konyhakerti növények, a búza és a kukorica. Jelentős a szőlő- és gyümölcstermesztés is. A mezőgazdaság mellett az állattenyésztés is elválaszthatatlan része a helyi gazdaságnak. A kisvállalkozások viszonylag gyengén fejlettek. A foglalkoztatottság növelésére a kisebb feldolgozó üzemek létesítésében kínálkozik további lehetőség. A természeti erőforrások között meg kell még említeni az erdőket, a kőbányákat és a folyami kavics kitermelését. A Bilo-hegység lejtőin fekvő kiterjedt erdők lehetőséget nyújtanak a falusi turizmus, különösen a vadászati turizmus fejlesztésére is. A 4 hektáros Zidine mesterséges tó számos halfajával a sporthorgászat ideális terepe.

## Kultúra
A település kulturális és művészeti egyesülete a KUD „Seljačka sloga” 1934-ben alakult és kisebb megszakításokkal azóta is folyamatosan működik. Tevékenysége a népszokások, néptáncok és népdalok megőrzése és előadása országszerte és a határokon túl is. Sirekes rendezvényük a „Bukovačke susrete folklora” azaz a Bakvai folklór találkozó melyen tíz kulturális és művészeti egyesület vesz részt és a Keresztelő Szent János ünnepén megrendezett „Ivanjsko navečer” azaz Ivánest, melyen a település védőszentjének ünnepéhez kapcsolódó dalokat és táncokat adnak elő. Az egyesületnek ma mintegy 400 tagja van, akik közül 50 aktív tag.

## Oktatás

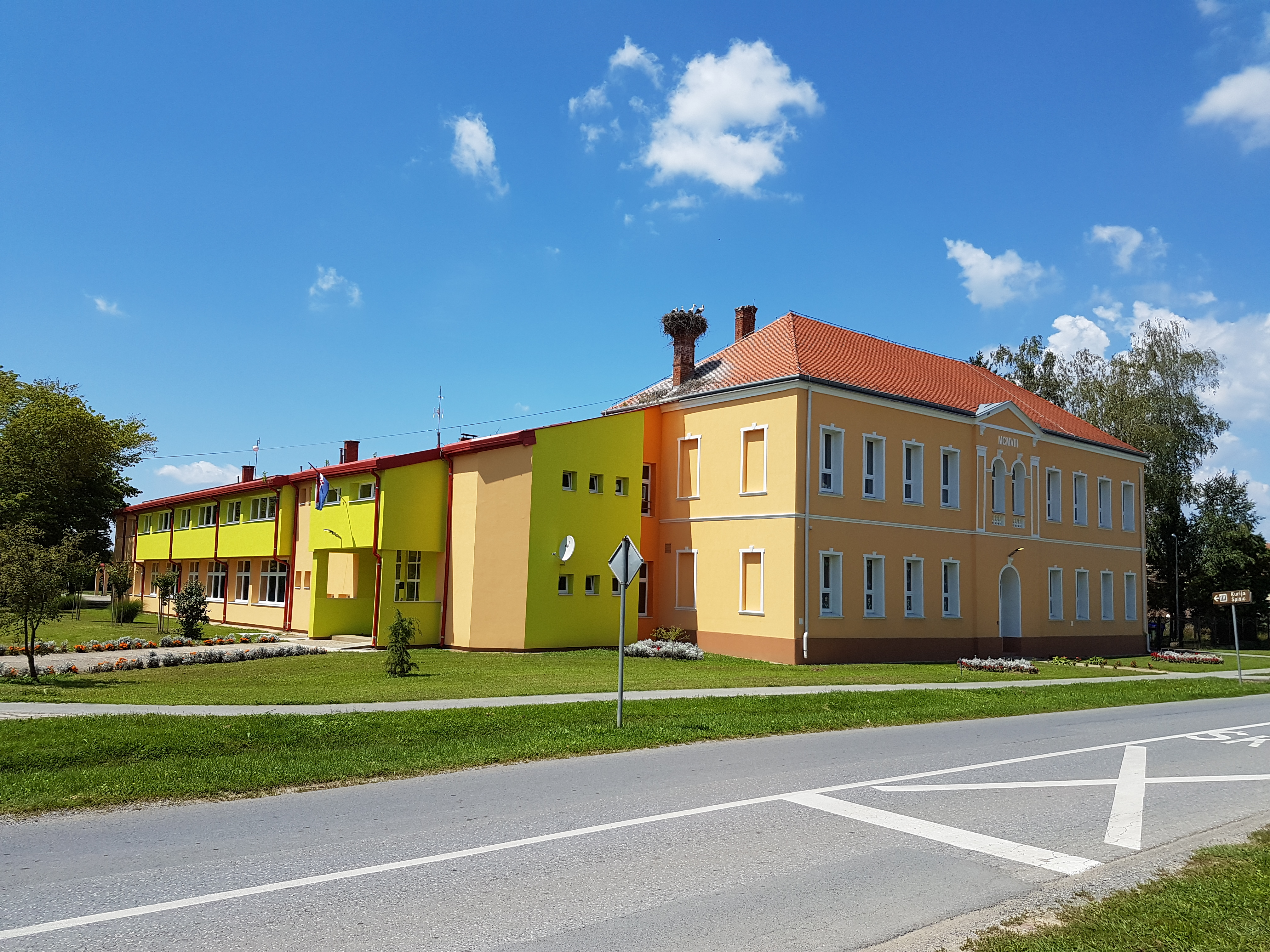
Az August Cesarec iskola épülete

A település első iskoláját 1847-ben alapították Marija Pejačević grófnő védnöksége alatt, aki az anyagi feltételeket biztosította. Az intézménynek 1878-ban már 125 tanulója volt. Az iskola új épülete 1908/1909-ben épült fel. 1962-ben az iskola August Cesarec nevét vette fel. A mai iskolaépület 1985/86-ban épült.

## Sport
- NK „Bilogora” Špišić Bukovica labdarúgóklub
- RK „Mladost” Špišić Bukovica kézilabdaklub
- Moto klub „Alka” Špišić Bukovica motorosklub